# 얀 슈반크마예르
얀 슈반크마예르(체코어: Jan Švankmajer, 1934년 9월 4일 ~ )는 체코의 영화감독, 애니메이션 제작자로 주로 초현실주의 양상의 작품을 제작했다.

## 출연 작품
- 벌레 (2018)
- 살아남은 삶 (2010)
- 광기 (2005)
- 오테사넥 (2000)
- 쾌락의 공범자들 (1996)
- 파우스트 (1994)
- 죽음의 식탁 (1992)
- 어둠, 빛, 어둠 (1990)
- 보헤미아의 스탈린 (1990)
- 미트 러브 (1989)
- 플로라 (1989)
- 앨리스 (1988)
- 살인 축구 (1988)
- 대화의 가능성 (1983)
- 어셔가의 몰락 (1981)
- 재버워키 (1971)
- 오스외어리 (1970)
- 돈 주앙 (1970)
- 어 콰이어트 위크 인 더 하우스 (1969)
- 피크닉 위드 바이스먼 (1968)
- 펀치 앤 주디 (1968)
- 좁은 방 (1968)
- 자연의 역사 (1967)
- 에트세터러 (1966)
- 어 게임 위드 스톤스 (1965)
- 더 라스트 트릭 (1964)